# Нашко Елшански
Нашко Елшански е български революционер, деец на Вътрешната македонска революционна организация.

## Биография
Нашко Елшански е роден в село Елшан, Сярско. След 1913 година се установява в Петрич. Присъединява към ВМРО като четник и става близък на Алеко Василев. Като такъв кани Христо Зинов да му стане помощник. По време на Горноджумайските събития от есента на 1924 година е личен телохранител на Алеко Василев, заедно с Ангел Коларов, Тома Ружкин и Танчо Филипов. След началото на убийствата е заловен от част на българската армия и по заповед на началника на гарнизона полковник Жечев е предаден заедно с брат си Коста Елшански, Георги Пенков и Тома Ружкин на ВМРО, като след кратки разпити са екзекутирани в село Грамада.